# Tyco Toys
 (novembre 2024).
Pour les articles homonymes, voir Tyco.
Tyco Toys était un fabricant américain de jouets. Lors de son achat par Mattel le 27 mars 1997,, Tyco elle était la troisième plus grande entreprise de jouets aux États-Unis et dans le monde.

## Histoire
Fondée à l'origine sous le nom de Mantua Metal Products par John Tyler en 1926, Tyco (Tyler's Company) est devenue un géant de l'industrie du jouet, et a eu un impact majeur dans les années dans les années 1970 à 1990 grâce à ses nombreuses marques de jouets populaires. Initialement axée sur les kits de trains à l'échelle HO que l'acheteur devait construire lui-même, l'entreprise a ensuite créé Tyco Industries pour se concentrer exclusivement sur une toute nouvelle gamme de trains et d'ensembles de trains préconstruits à l'échelle HO qui allaient révolutionner le hobby. 
Dans les années 1960, ils ont rejoint l'engouement pour les voitures à sous HO avec des dizaines de voitures et d'ensembles de voitures à sous jusque dans les années 1990, y compris leurs célèbres châssis Tyco Pro et Magnum 440X2. Au milieu des années 80, ils ont commencé à collaborer avec la société japonaise Taiyo Toys, dont ils ont fini par acquérir une part importante, en produisant des modèles radiocommandés plus dynamiques et plus performants, à commencer par le légendaire Tyco Turbo Hopper (également connu sous le nom de Taiyo Jet Hopper). Ces modèles ont commencé à concurrencer, en termes de parts de marché, les modèles de loisirs tels que les voitures télécommandées Tamiya vendues dans les magasins de loisirs locaux, mais à un prix adapté aux grands magasins et aux magasins de jouets locaux. Les modèles populaires de Tyco RC comprenaient le Turbo Hopper, le Baja Bandit, le Scorcher, le Fast Traxx et la Lamborghini Countach 9.6V Twin Turbo.
D'autres connaissent peut-être Tyco pour ses jouets plus traditionnels et ses marques de jouets telles que Tickle Me Elmo, Matchbox, View Master, Sesame Street, Magna Doodle, Dino Riders et les tristement célèbres Tyco Super Blocks. À la fin des années 1990, leur succès a attiré l'attention de Mattel, qui les a rachetés en 1997 et les a finalement intégrés à ses activités. 
Aujourd'hui, bien que l'entreprise ait fermé ses portes pendant près de vingt ans, Tyco Toys et Tyco RC sont devenus très populaires parmi les collectionneurs de jouets anciens et les amateurs de radiocommande.

## Liste des jouets
- Crash Dummies
- Chatouille-moi, Elmo
- 1986 Tyco Turbo Hopper
- 1990 Tyco Baja Bandit
- 1985 Transformers Electric Racing